# Alsólegénd
Alsólegénd (1891-ig Alsó-Mladonya, szlovákul: Dolné Mladonice) község Szlovákiában, a Besztercebányai kerületben, a Korponai járásban.

## Fekvése
Korponától 8 km-re, délkeletre fekszik.

## Története
1391-ben "Legyend" alakban említik először. A falut a Hontpázmány nemzetségből származó Lampert comes telepítette szász telepesekkel, később a bozóki premontrei apátság birtoka lett. Ezután a Balassa és a Fáncsy családoké. 1439-ben Mladonya néven említik. Neve a szlovák mlad (= legény) főnévből származik. 1715-ben 15 háztartása volt. 1828-ban 34 házában 203 lakos élt. Lakói mezőgazdasággal és szőlőtermesztéssel foglalkoztak.
Vályi András szerint "Alsó, és Felső Mladonya. Két tót falu Hont Várm. földes Urok a’ Tudományi Kintstár, a Bozóki Uradalomban, lakosai katolikusok, és másfélék is, fekszik az Alsó, Bozókhoz közel, a’ Felső pedig Szenográdnak szomszédságában, és annak filiája, födgyeik közép termékenységűek, legelőjök elég, fájok van mind a’ két féle."
Fényes Elek szerint "Mladonya (Alsó- és Felső-), 2 egymásmellett levő tót falu, Hont vmegyében, a bozóki uradalomban. Az első: 215; a második 304 kath., és 5 evang. lak. Ut. p. Selmecz."
A trianoni békeszerződésig Hont vármegye Korponai járásához tartozott. A második világháború idején lakói közül többen részt vettek a szlovák nemzeti felkelésben.

## Népessége
| Év:            | 1994. | 2004.    | 2014.    | 2024.   |
| -------------- | ----- | -------- | -------- | ------- |
| Emberek száma: | 168   | 142      | 126      | 127     |
| Eltérés:       |       | -15,47 % | -11,26 % | +0,79 % |

| Év:            | 2023. | 2024.   |
| -------------- | ----- | ------- |
| Emberek száma: | 132   | 127     |
| Eltérés:       |       | -3,78 % |

1910-ben 217, túlnyomórészt szlovák lakosa volt.
2001-ben 152 szlovák lakosa volt.
2011-ben 119 szlovák lakta.

## Nevezetességei
- A faluban számos 19. századi, jellegzetes népi építésű lakóház található.
- Egykor híres volt csipkeverőiről is.